# Chácobo (peuple)
Les Chácobo  sont une ethnie amérindienne de l'Amazonie bolivienne établie dans les provinces de Vaca Díez, Yacuma et Ballivián. Leur langue, le chácobo, toujours vivante appartient à la famille panoane .
Ils vivent dans des communautés établies le long des ríos Yata, Benicito et de l'arroyo Ivón, où ils cohabitent dans la communauté d'Alto Ivón avec la minuscule communauté Pacahuara en voie d'extinction. Leurs communautés se situent sur les territoires des municipios de Riberalta et d'Exaltación.
Ils pratiquent la chasse, la pêche, la cueillette et une agriculture de subsistance. Ils récoltent aussi la noix du Brésil, et les cœurs de palmier ce qui leur assure des rentrées d'argent.
Bien qu'ils se rendent régulièrement à Riberalta pour commercer et travailler, ils n'y maintiennent pas de population stable.
Ils sont organisés avec les Pacahuara au sein de la capitanía Chácobo y Pacahuara liée à des églises évangéliques. Ces deux peuples ont obtenu ensemble un titre de propriété collective sur leurs terres.